# Рио-Сумпуль
Рио-Сумпуль (исп. Río Sumpul) — река в Центральной Америке, на северо-западе Сальвадора и юго-западе Гондураса. Имеет длину в 77 км и служит разделительной линией на границе между этими государствами.

## Описание
Исток находится в 10 км северо-восточнее муниципалитета Сан-Игнасио на северо-востоке Чалатенанго в Сальвадоре. Протекает с северо-запада на юго-запад. Впадает в реку Рио-Лемпа, в водохранилище ГЭС им. 5 ноября.
По течению пересекает в Сальвадоре муниципалитеты Ла-Пальма, Сан-Фернандо, Дульсе-Номбре-де-Мария, Ла-Лагуна, Эль-Каррисаль, Охос-де-Агуа, Нуэва-Тринидад и Лас-Флорес — все в департаменте Чалатенанго.
12 июня 1982 года на берегу Рио-Сумпуль у самой границы с Гондурасом сальвадорскими и гондураскими коммандос, финансировавшимися из США для борьбы с партизанами из Фронта национального освобождения имени Фарабундо Марти, были убиты 300 крестьян, большинство из которых были женщинами, детьми и стариками. В историю это массовое убийство мирных жителей вошло под названием «Сумпульской резни».